# Cornelis van der Geest

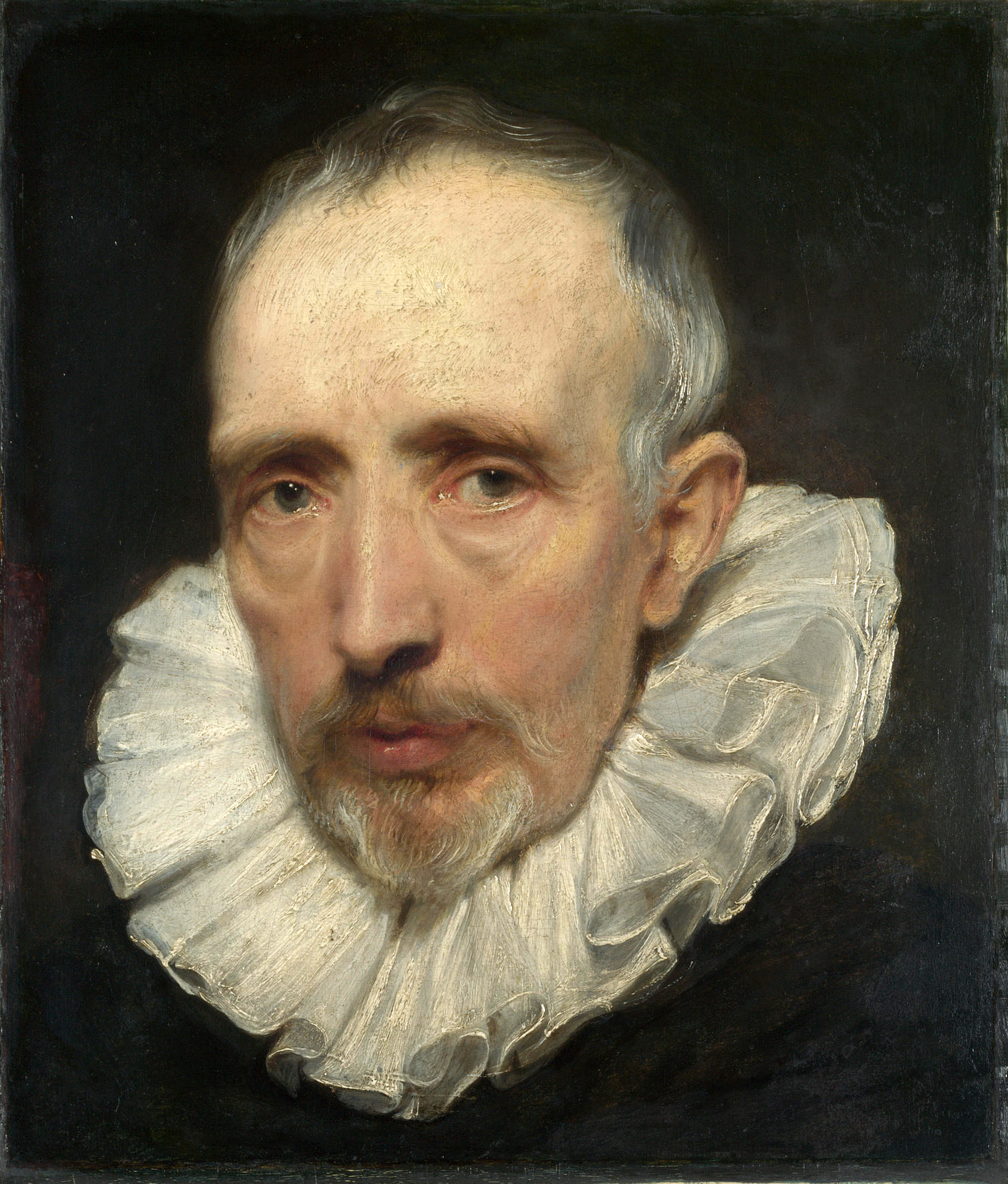
Portret van Cornelis van der Geest door Antoon van Dyck, vóór 1620, nu in de National Gallery

Cornelis van der Geest (1555 – 10 maart 1638) was een Antwerpse specerijenhandelaar en deken van de gilde van de meerseniers (d.i. groothandelaren in specerijen en andere exotische producten). Hij had een befaamde kunstcollectie en als kerkmeester van de Sint-Walburgiskerk lag hij aan de basis van de opdracht die Rubens kreeg voor de Kruisoprichting als altaarstuk voor deze kerk (nu in de Antwerpse kathedraal).

## Kunstverzameling
Vandaag is hij het meest gekend omwille van zijn uitgebreide kunstcollectie. Antoon van Dyck schilderde verschillende portretten van hem. De schilder Willem van Haecht beheerde zijn kunstcollectie en schilderde ook zijn "kunstkamer": een soort geschilderde catalogus van zijn verzameling kunstwerken, antieke beelden en andere curiosa. 
Op het schilderij De Kunstkamer van Cornelis van der Geest (1628, Rubenshuis, Antwerpen) zien we hoe Cornelis van der Geest een schilderij van Quinten Metsijs toont aan de aartshertogen Albrecht en Isabella. Achter de aartshertog herkennen we Rubens, die als zijn hofschilder, uitleg geeft. Achter Cornelis van der Geest staat Antoon van Dyck in profiel. Alle andere personen in het schilderij zijn Antwerpse schilders en kunstverzamelaars.
Hij bezat verschillende schilderijen van Quinten Metsijs, waarvan de Maria met kind (nu in het Mauritshuis) een prominente plaats inneemt op het schilderij van Van Haecht. Daarnaast had hij ook schilderijen van Jan van Eyck, Peter Paul Rubens (o.a. De Amazonenslag), Frans Snyders, Pieter Aertsen, Jan Wildens, Daniël Seghers, Otto van Veen e.a.

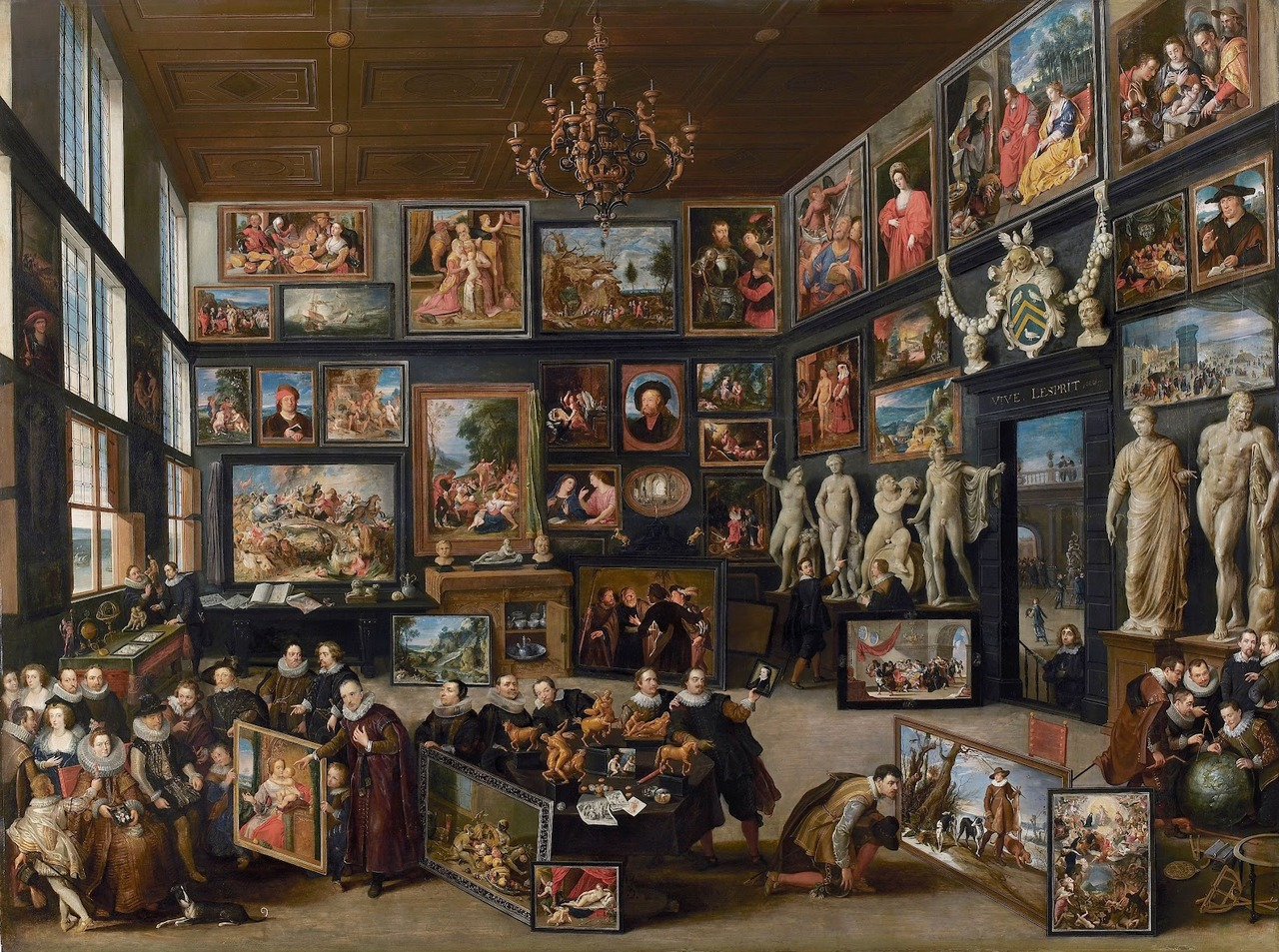
de aartshertogen Albrecht en Isabella bezoeken de kunstcollectie van Cornelis van der Geest, 1628, Rubenshuis, Antwerpen.
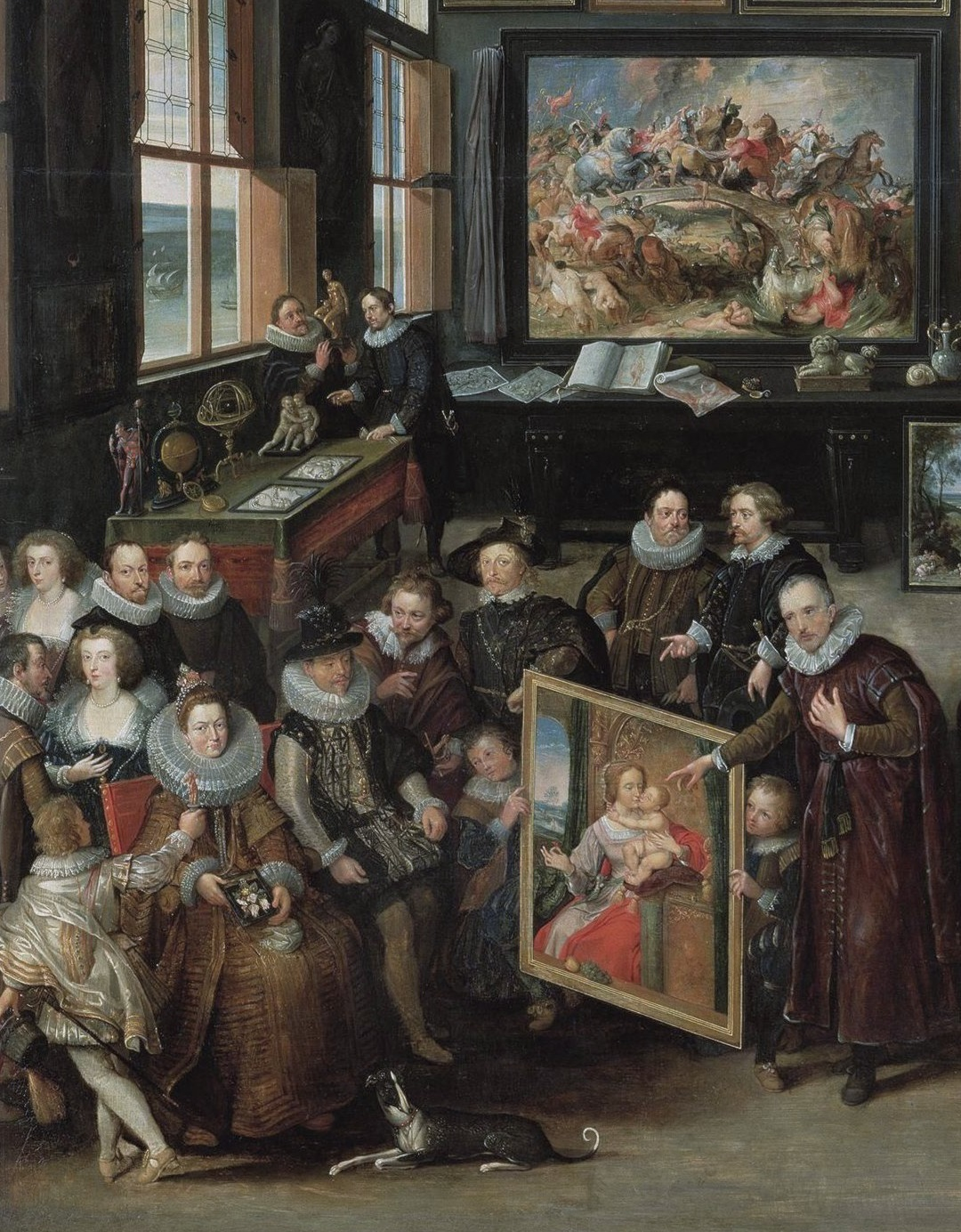
Detail: o.a. de aartshertogen Albrecht en Isabella, Rubens, Van der Geest toont de Madonna van Quinten Metsijs en daarachter Van Dijck

## Enkele schilderijen die te zien zijn opDe Kunstkamer van Cornelis van der Geest

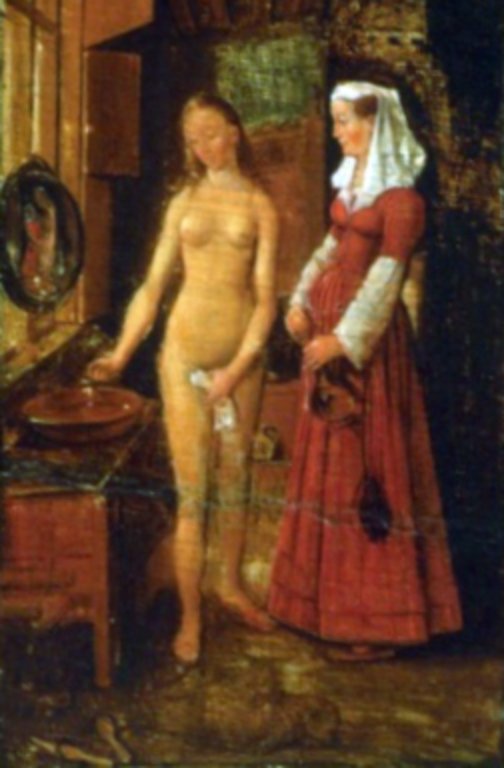
Badende vrouw door Jan van Eyck
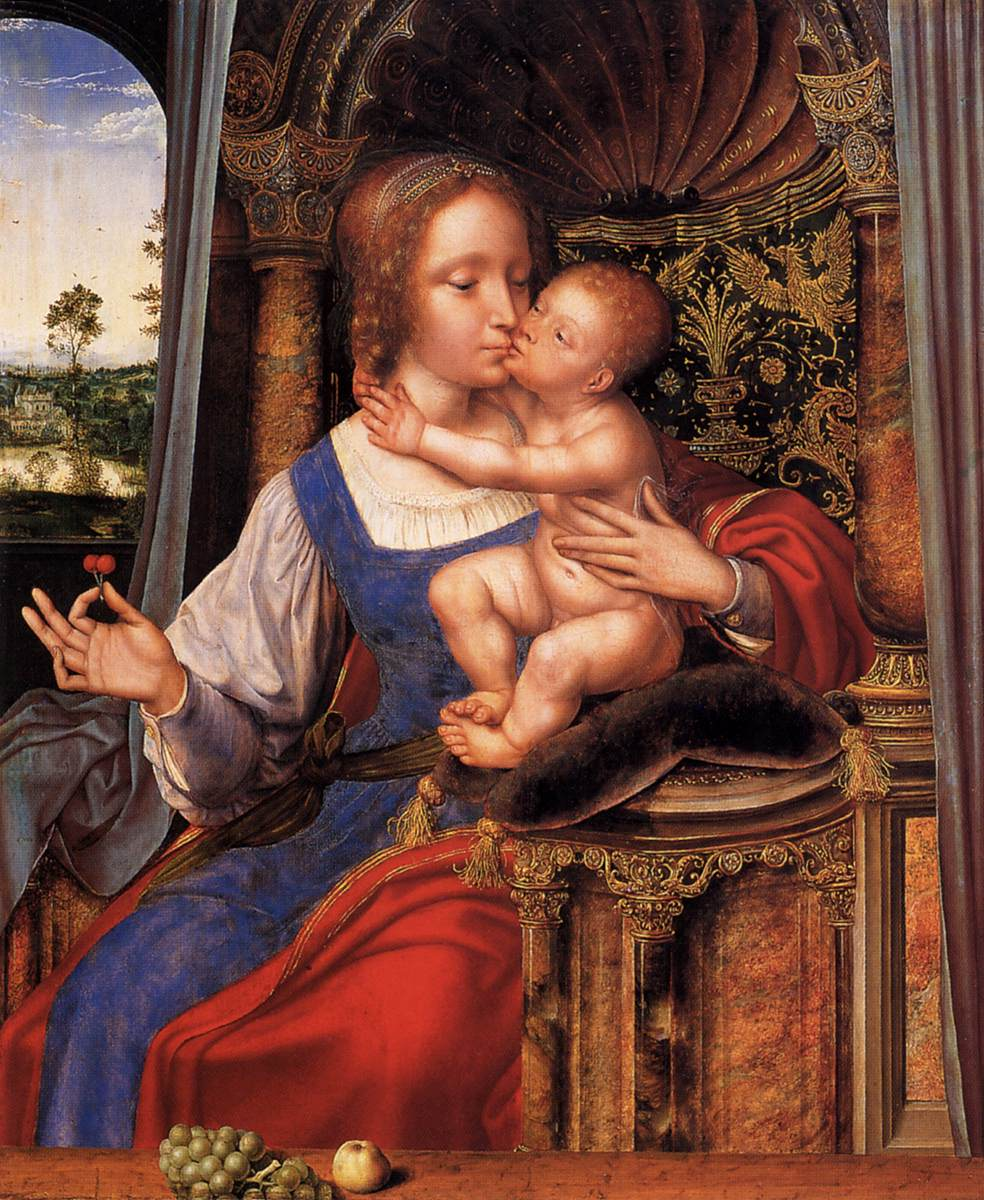
Maria met kind door Quinten Metsijs
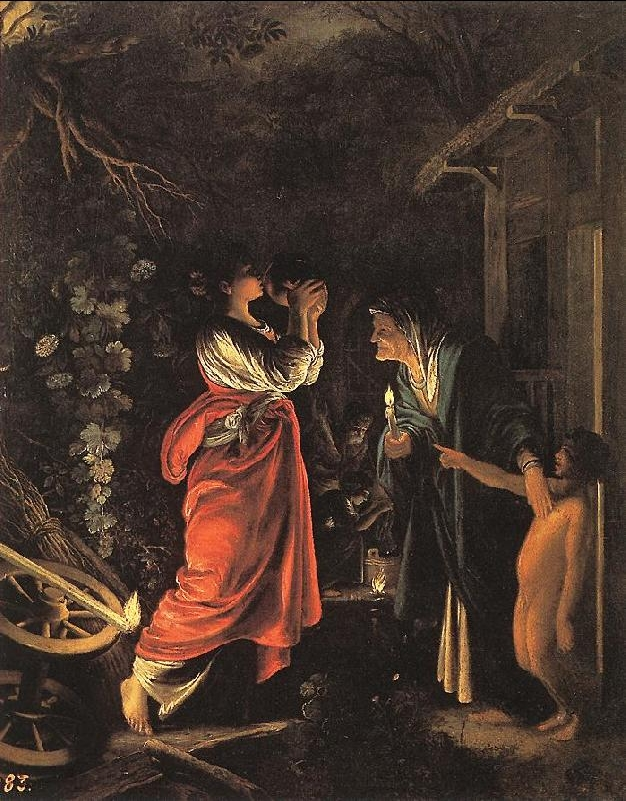
Ceres en Stellio, door Adam Elsheimer
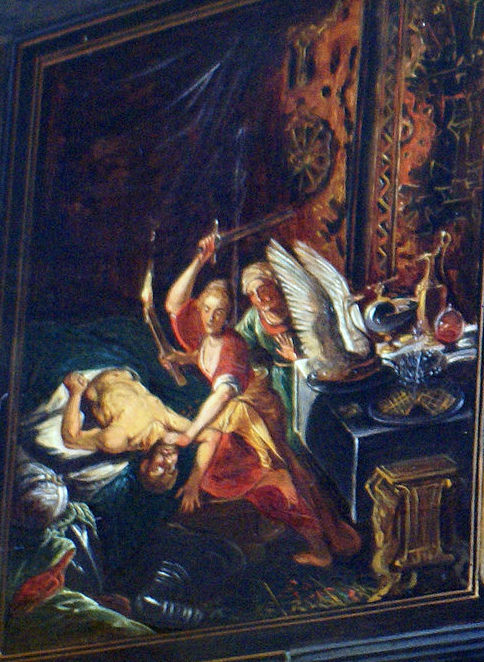
Judith en Holofernes, door Adam Elsheimer
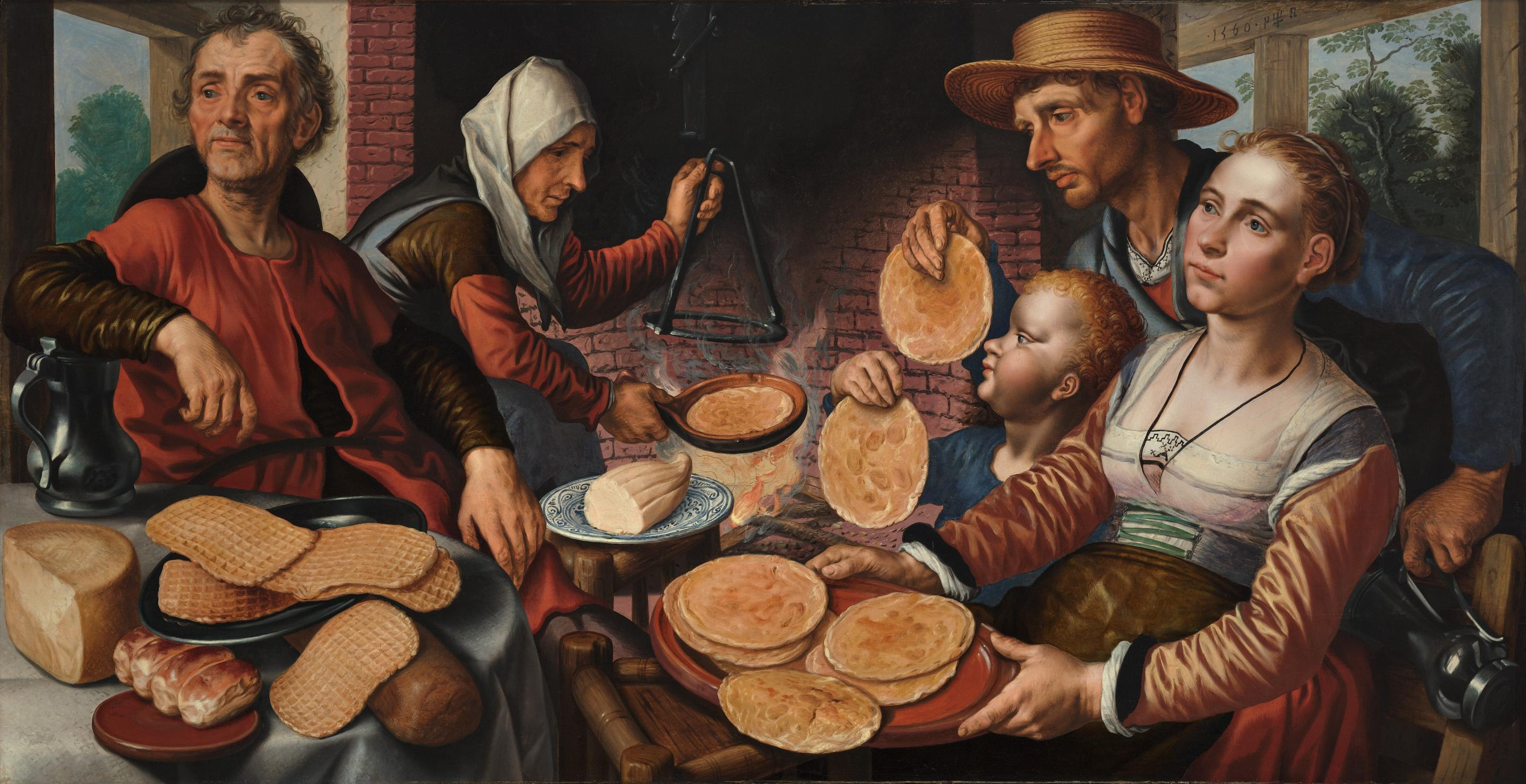
Pannenkoekenbakkerij, door Pieter Aertsen
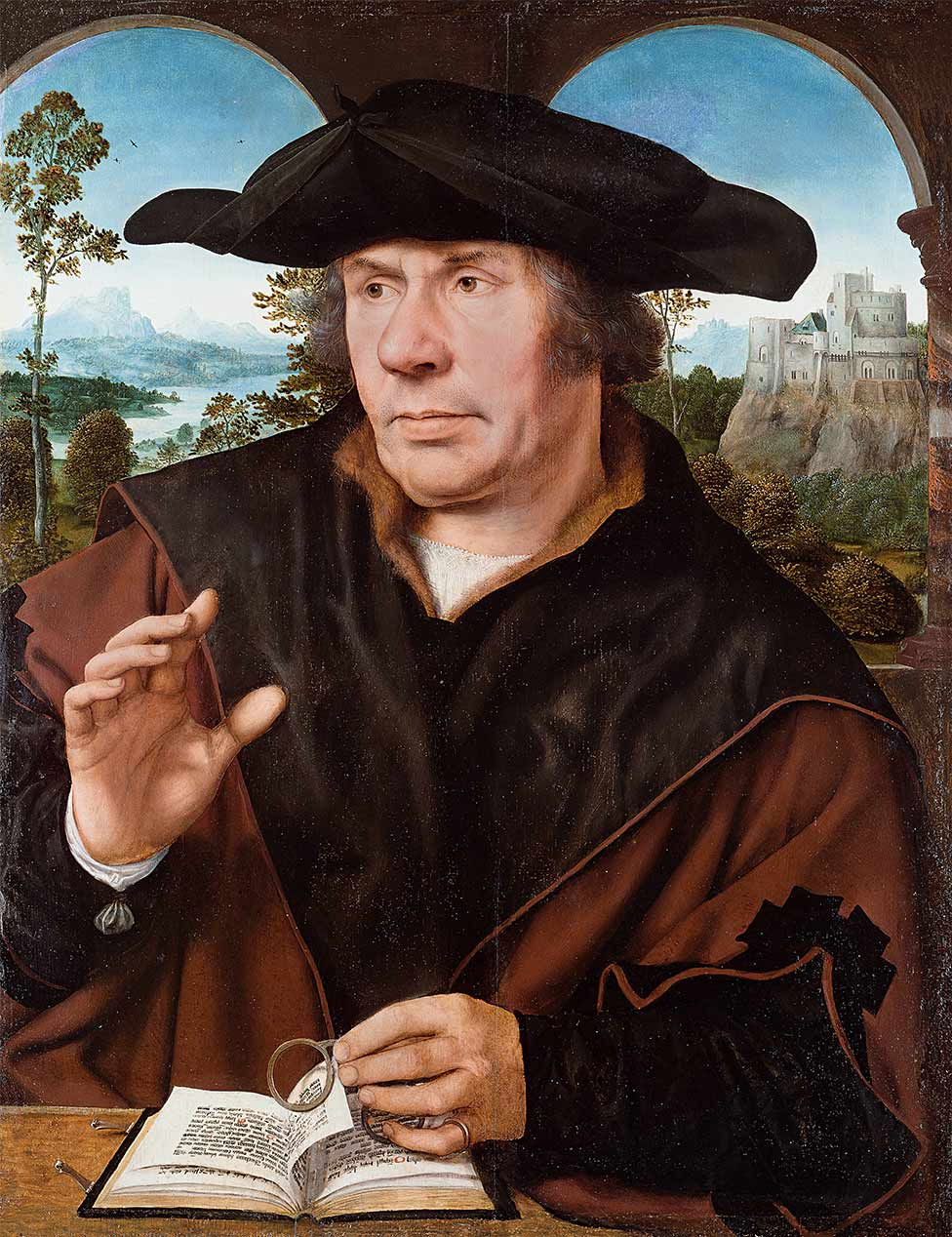
Portret van een geleerde, door Quinten Metsijs
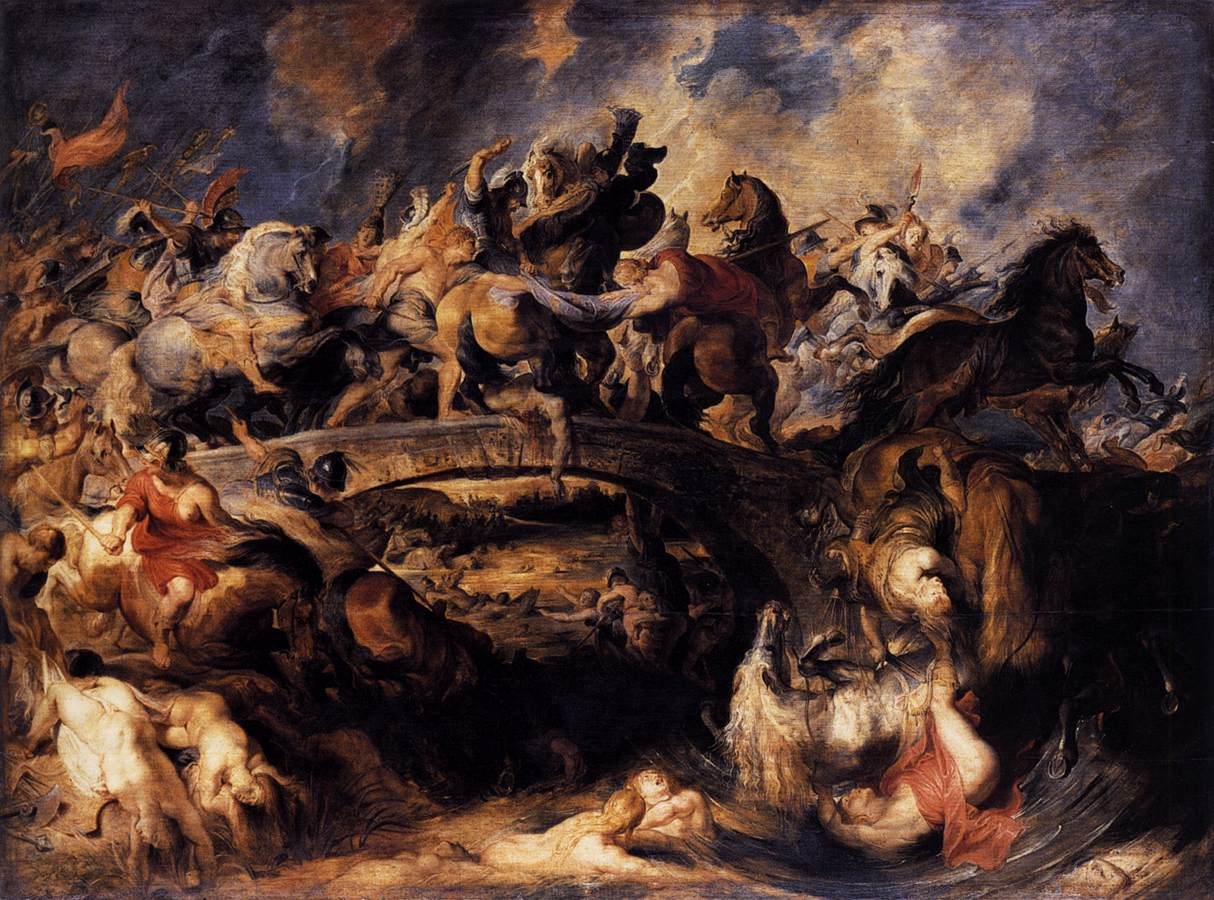
De Amazonenslag door Rubens
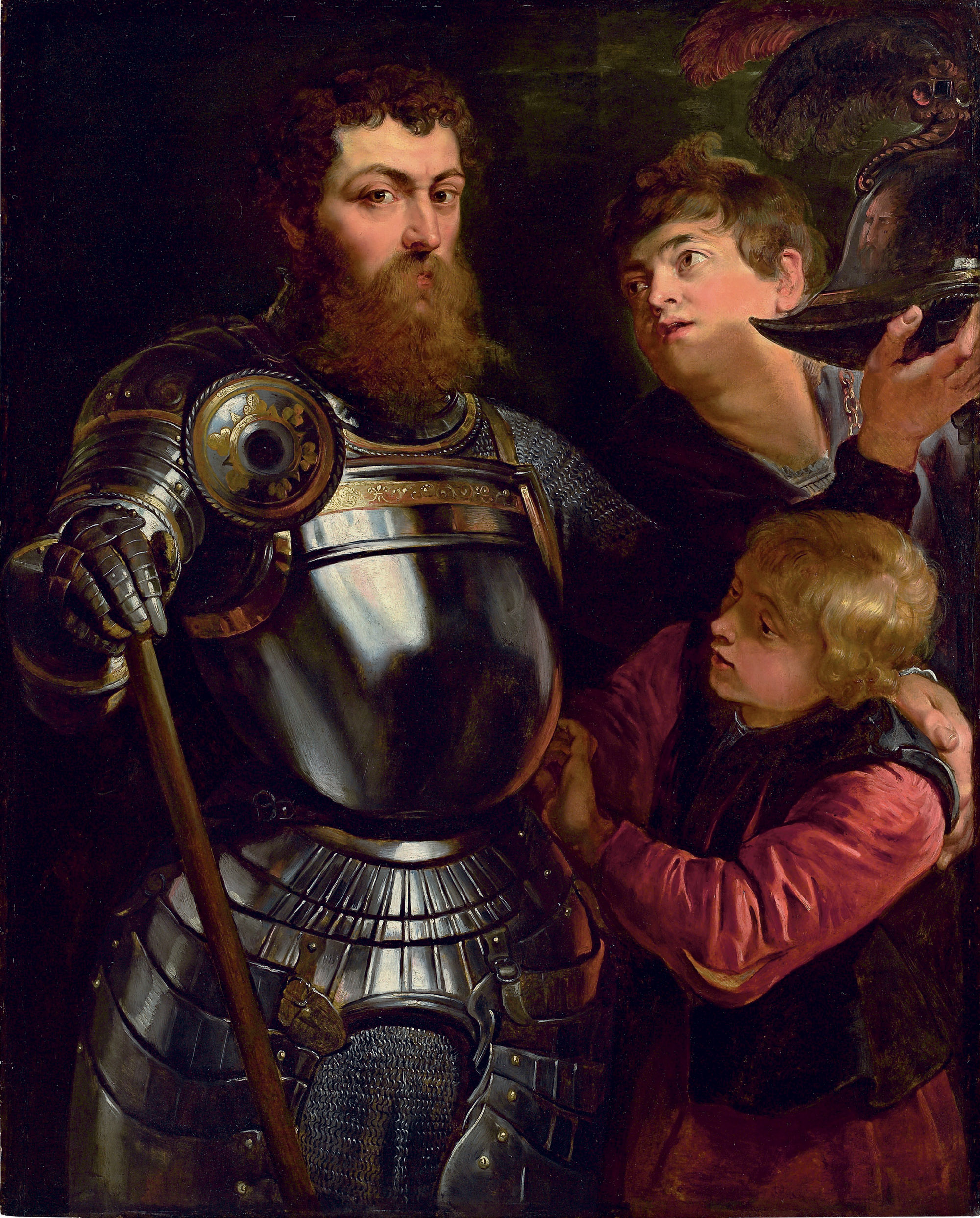
Man in harnas met twee knechten, door Rubens
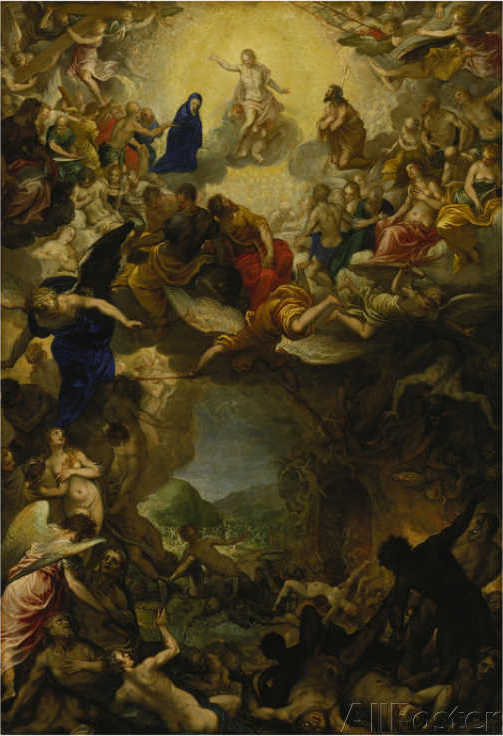
Het Laatste Oordeel, door Hans Rottenhammer
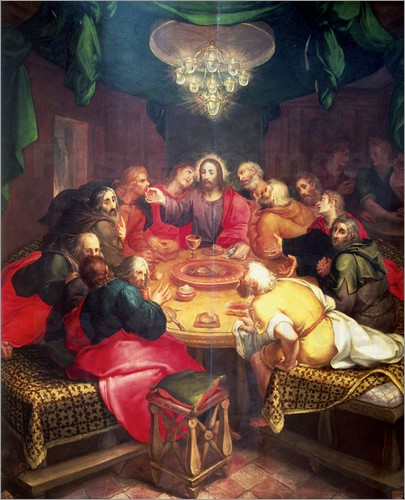
Het Laatste Avondmaal, door Otto van Veen
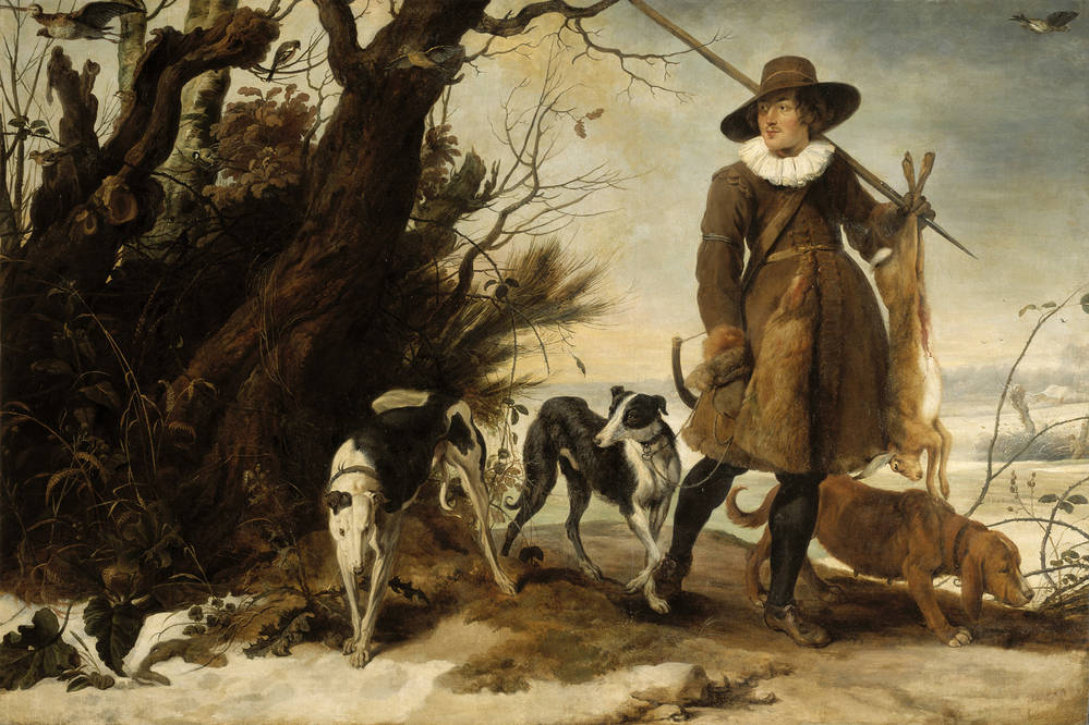
Winterlandschap, door Jan Wildens
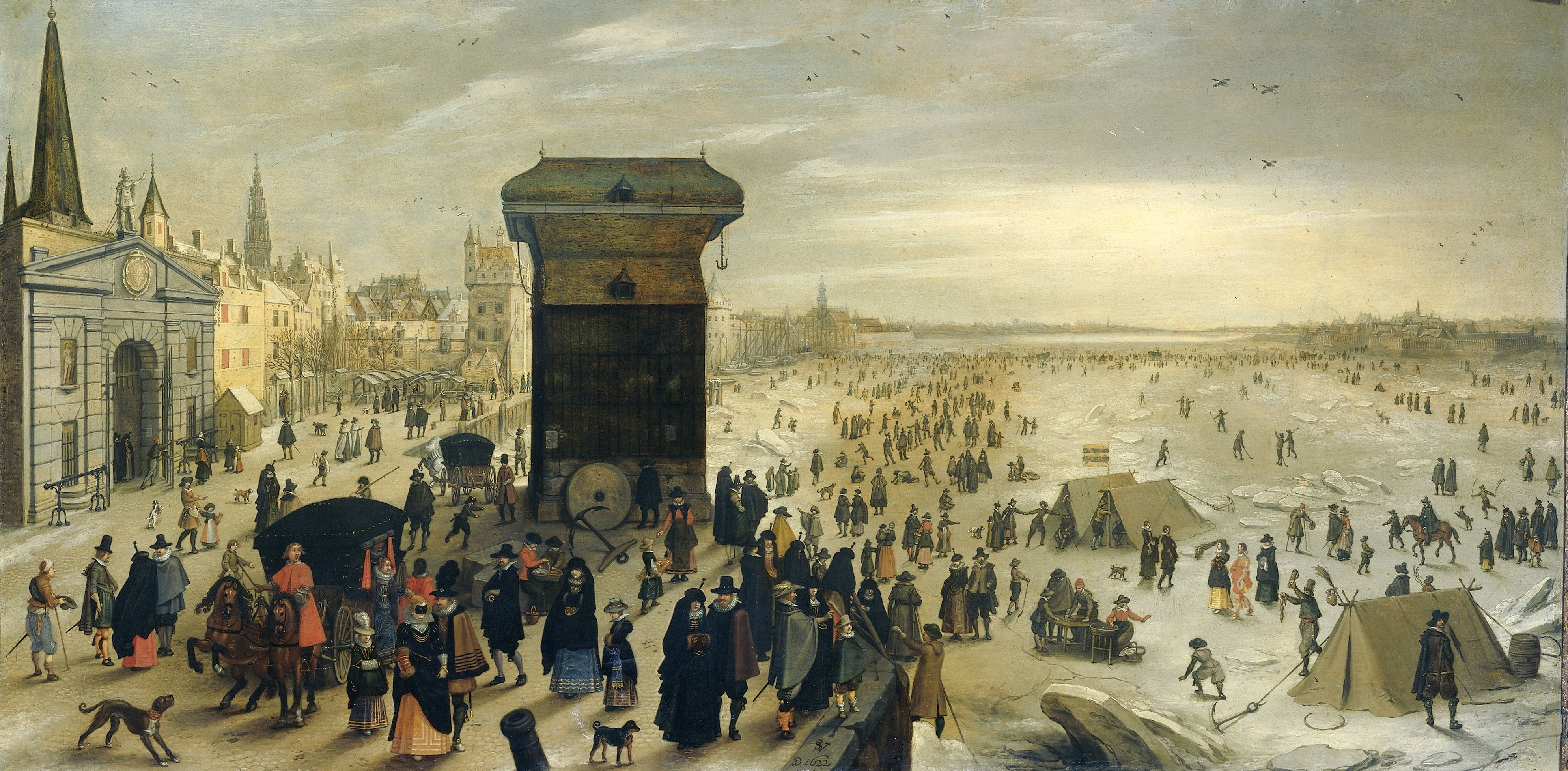
Kranenhoofd aan de Schelde in Antwerpen, door Sebastiaen Vrancx
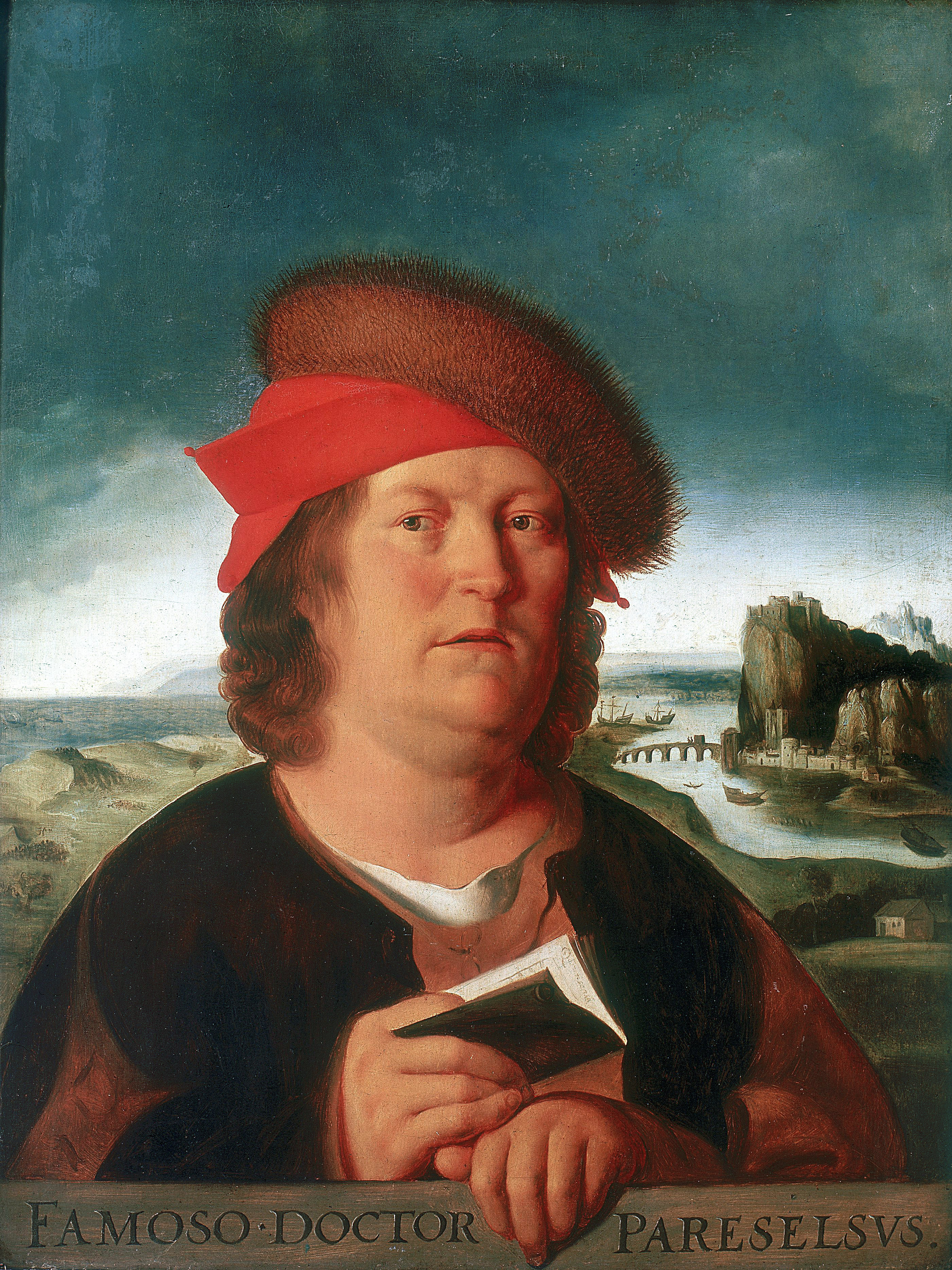
Portret van Paracelsus, door Quinten Metsijs